# 德賴韋伯恩湖

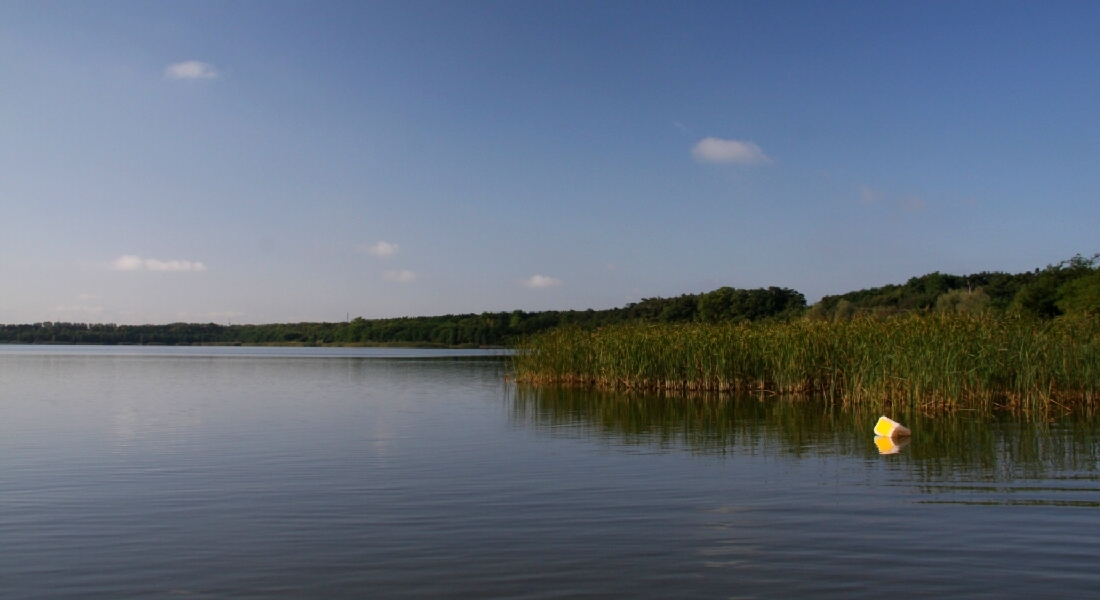

51°23′59″N 14°24′45″E / 51.39972°N 14.41250°E
德賴韋伯恩湖（德語：Dreiweiberner See），是德國的湖泊，位於該國東部，由薩克森自由州負責管轄，處於洛薩附近，面積2.9平方公里，海拔高度118米，最大水深37米。